# Wolf Runge
Wolf Runge (* 8. Februar 1876 in Neuenheerse; † 10. April 1945 in Zoppot) war ein deutscher Ingenieur und Politiker.

## Leben
Wolf Runge besuchte das Andreas-Realgymnasium in Hildesheim, an dem er 1895 das Abitur erlangte. Zum Sommersemester 1895 begann er an der Technischen Hochschule Hannover das Studium der Elektrotechnik. 1896 wurde er dort Mitglied des Corps Macaria, des späteren Corps Macaro-Visurgia. Von 1922 bis 1928 trug er auch das Band des Corps Baltica Danzig. Anfang 1901 schloss er das Studium als Dipl.-Ing. ab.
Nach Ableistung der Wehrpflicht als Einjährig-Freiwilliger im Bückeburger Jägerregiment trat er 1902 in den Berliner Kommunaldienst ein. 1905 wurde er Oberingenieur und stellvertretender Direktor der Städtischen Gas-, Wasser- und Elektrizitätswerke Duisburg. 1909 wechselte er als Direktor zu den Städtischen Werken Lüneburg. Von 1912 bis zu seiner frühen Pensionierung 1929 war er Stadtrat und Leiter der Abteilung für Gas- und Wasserwerke der Stadt Danzig. Am Ersten Weltkrieg nahm er in dessen voller Dauer teil, zuletzt als Hauptmann der Reserve. Von 1921 bis 1929 gehörte er dem Senat der Freien Stadt Danzig an, von Dezember 1924 bis Dezember 1928 im Senat Sahm II als Senator im Hauptamte, zuständig für die Staatsbetriebe. In seiner Amtszeit erfolgte ein umfangreicher Ausbau der Gas- und Elektrizitätswerke, ein Ausbau Wasserkraftwerke an der Radaune und der Ausbau des städtischen Viehhofs (der Export von Schinken nach England war ein ertragreicher Wirtschaftszweig) und die Förderung des Flugverkehrs.
Wolf Runge war Mitglied des Vorstandes der Elektrotechnischen Gesellschaft Danzig und Landesvorstand des Danziger Jagdschutzvereins. Über viele Jahre war er Aufsichtsratsvorsitzender der Danziger Elektrischen Straßenbahn AG.

## Auszeichnungen
- Eisernes Kreuz II. und I. Klasse
- Schaumburg-Lippisches Kriegsverdienstkreuz
- Ehrenbürger der Technischen Hochschule Danzig